# Giải vô địch bóng đá nữ U-17 Bắc, Trung Mỹ và Caribe
Giải vô địch bóng đá nữ U-17 Bắc, Trung Mỹ và Caribe (tiếng Anh: CONCACAF Women's Under-17 Championship) là giải bóng đá nữ do Liên đoàn bóng đá Bắc, Trung Mỹ và Caribe (CONCACAF) tổ chức dành cho các đội tuyển U-17 nữ quốc gia tại khu vực này. Giải cũng là vòng loại cho Giải vô địch bóng đá nữ U-17 thế giới với ba suất được trao cho các đội thuộc khu vực CONCACAF.

## Kết quả
| Năm                                             | Chủ nhà            |                             | Chung kết                                                              | Chung kết                                                              | Chung kết                                                              |                                                                        | Tranh giải ba                                                          | Tranh giải ba                                                          | Tranh giải ba                                                          |
| Năm                                             | Chủ nhà            | Vô địch                     | Tỉ số                                                                  | Á quân                                                                 | Hạng ba                                                                | Tỉ số                                                                  | Hạng tư                                                                |                                                                        |                                                                        |
| ----------------------------------------------- | ------------------ | --------------------------- | ---------------------------------------------------------------------- | ---------------------------------------------------------------------- | ---------------------------------------------------------------------- | ---------------------------------------------------------------------- | ---------------------------------------------------------------------- | ---------------------------------------------------------------------- | ---------------------------------------------------------------------- |
| 2008 Chi tiết                                   | Trinidad và Tobago | · Hoa Kỳ                    | 4–1                                                                    | · Costa Rica                                                           | · Canada                                                               | 1−0                                                                    | · México                                                               |                                                                        |                                                                        |
| 2010 Chi tiết                                   | Costa Rica         | · Canada                    | 1−0                                                                    | · México                                                               | · Hoa Kỳ                                                               | 6−0                                                                    | · Costa Rica                                                           |                                                                        |                                                                        |
| 2012 Chi tiết                                   | Guatemala          | · Hoa Kỳ                    | 1–0                                                                    | · Canada                                                               | · México                                                               | 6−0                                                                    | · Panamá                                                               |                                                                        |                                                                        |
| 2013 Chi tiết                                   | Jamaica            | · México                    | 0–0 (s.h.p.) 4–2 (p)                                                   | · Canada                                                               | · Hoa Kỳ                                                               | 8−0                                                                    | · Jamaica                                                              |                                                                        |                                                                        |
| 2016 Chi tiết                                   | Grenada            | · Hoa Kỳ                    | 2–1                                                                    | · México                                                               | · Canada                                                               | 4–2                                                                    | · Haiti                                                                |                                                                        |                                                                        |
| 2018                                            | Nicaragua Hoa Kỳ   | · Hoa Kỳ                    | 3–2                                                                    | · México                                                               | · Canada                                                               | 2–1                                                                    | · Haiti                                                                |                                                                        |                                                                        |
| 2020                                            | Mexico             | Bị hủy do đại dịch COVID-19 | Bị hủy do đại dịch COVID-19                                            | Bị hủy do đại dịch COVID-19                                            |                                                                        |                                                                        |                                                                        |                                                                        |                                                                        |
| 2022                                            | Cộng hòa Dominica  | · Hoa Kỳ                    | 2–1                                                                    | · México                                                               | · Canada                                                               | 3–0                                                                    | · Puerto Rico                                                          |                                                                        |                                                                        |
| 2024                                            | Mexico             | · Hoa Kỳ                    | 4–0                                                                    | · México                                                               | · Canada                                                               | 4–1                                                                    | · Haiti                                                                |                                                                        |                                                                        |
| Vòng loại Giải vô địch bóng đá nữ U-17 thế giới |                    |                             |                                                                        |                                                                        |                                                                        |                                                                        |                                                                        |                                                                        |                                                                        |
| 2025                                            | CONCACAF           |                             | Các đội vượt qua vòng loại: \| México Q Hoa Kỳ Q Canada Q Costa Rica q | Các đội vượt qua vòng loại: \| México Q Hoa Kỳ Q Canada Q Costa Rica q | Các đội vượt qua vòng loại: \| México Q Hoa Kỳ Q Canada Q Costa Rica q | Các đội vượt qua vòng loại: \| México Q Hoa Kỳ Q Canada Q Costa Rica q | Các đội vượt qua vòng loại: \| México Q Hoa Kỳ Q Canada Q Costa Rica q | Các đội vượt qua vòng loại: \| México Q Hoa Kỳ Q Canada Q Costa Rica q | Các đội vượt qua vòng loại: \| México Q Hoa Kỳ Q Canada Q Costa Rica q |

## Thành tích
| Đội         | Vô địch                                | Á quân                           | Hạng ba                    | Hạng tư              |
| ----------- | -------------------------------------- | -------------------------------- | -------------------------- | -------------------- |
| Hoa Kỳ      | 6 (2008, 2012, 2016, 2018, 2022, 2024) | -                                | 2 (2010, 2013)             | -                    |
| Canada      | 1 (2010)                               | 2 (2012, 2013)                   | 4 (2008, 2016, 2022, 2024) | 1 (2018)             |
| México      | 1 (2013)                               | 5 (2010, 2016, 2018, 2022, 2024) | 1 (2012)                   | 1 (2008)             |
| Costa Rica  | -                                      | 1 (2008)                         | -                          | 1 (2010)             |
| Haiti       | -                                      | -                                | -                          | 3 (2016, 2018, 2024) |
| Panamá      | -                                      | -                                | -                          | 1 (2012)             |
| Jamaica     | -                                      | -                                | -                          | 1 (2013)             |
| Puerto Rico |                                        |                                  |                            | 1 (2022)             |

## Các quốc gia tham dự
- 1st – Vô địch
- 2nd – Á quân
- 3rd – Hạng 3
- 4th – Hạng 4
- QF – Tứ kết
- GS – Vòng bảng
- R16 – Vòng 16 đội
- FR – Vòng cuối cùng
- A – Đội chiến thắng vòng bảng và vượt qua vòng loại World Cup
- a – Giành quyền tham dự World Cup
- Q – Vượt qua vòng loại cho giải đấu tới
- — Chủ nhà
- --  – Không tham dự/vượt qua vòng loại

| Đội tuyển            | 2008 | 2010 | 2012 | 2013 | 2016 | 2018 | 2022 | 2024 | 2025 | Tham dự |
| -------------------- | ---- | ---- | ---- | ---- | ---- | ---- | ---- | ---- | ---- | ------- |
| Bahamas              | --   | --   | GS   | --   | --   | --   | --   | --   | --   | 1       |
| Bermuda              | --   | --   | --   | --   | --   | GS   | GS   | --   | FR   | 3       |
| Canada               | 3rd  | 1st  | 2nd  | 2nd  | 3rd  | 3rd  | 3rd  | 3rd  | A    | 9       |
| Quần đảo Cayman      | --   | GS   | --   | --   | --   | --   | --   | --   | --   | 1       |
| Costa Rica           | 2nd  | 4th  | --   | --   | GS   | GS   | QF   | GS   | a    | 7       |
| Cuba                 | --   | --   | --   | --   | --   | --   | R16  | --   | --   | 1       |
| Curaçao              | --   | --   | --   | --   | --   | --   | R16  | --   | --   | 1       |
| Cộng hòa Dominica    | --   | --   | --   | --   | --   | --   | QF   | --   | --   | 1       |
| El Salvador          | GS   | --   | --   | GS   | --   | --   | QF   | GS   | FR   | 5       |
| Grenada              | --   | --   | --   | --   | GS   | --   | GS   | --   | --   | 2       |
| Guatemala            | --   | --   | GS   | GS   | GS   | --   | GS   | --   | --   | 4       |
| Guyana               | --   | --   | --   | --   | --   | --   | R16  | --   | --   | 1       |
| Haiti                | --   | GS   | --   | GS   | 4th  | 4th  | R16  | 4th  | FR   | 7       |
| Honduras             | --   | --   | --   | --   | --   | --   | R16  | --   | FR   | 2       |
| Jamaica              | GS   | GS   | GS   | 4th  | GS   | --   | QF   | --   | --   | 6       |
| México               | 4th  | 2nd  | 3rd  | 1st  | 2nd  | 2nd  | 2nd  | 2nd  | A    | 9       |
| Nicaragua            | --   | --   | --   | --   | --   | GS   | R16  | --   | FR   | 3       |
| Panamá               | --   | GS   | 4th  | --   | --   | --   | R16  | GS   | FR   | 5       |
| Puerto Rico          | GS   | --   | --   | --   | --   | GS   | 4th  | GS   | FR   | 5       |
| Saint Kitts và Nevis | --   | --   | --   | --   | --   | --   | R16  | --   | --   | 1       |
| Trinidad và Tobago   | GS   | --   | GS   | GS   | --   | --   | GS   | --   | FR   | 5       |
| Hoa Kỳ               | 1st  | 3rd  | 1st  | 3rd  | 1st  | 1st  | 1st  | 1st  | A    | 9       |

## Kết quả tại Giải vô địch bóng đá nữ U-17 thế giới
Kể từ khi giải đấu được tổ chức vào năm 2008, tất cả đều đã có ba đội vượt qua vòng loại để tham dự Giải vô địch bóng đá nữ U-17 thế giới của FIFA. Hoa Kỳ về nhì tại giải đấu năm 2008 ở New Zealand, Mexico về nhì tại giải đấu năm 2018 ở Uruguay, Canada về thứ tư cũng trong năm 2018, trong khi tất cả các quốc gia thành viên CONCACAF vượt qua vòng loại khác đều bị loại ở vòng bảng
- 2nd – Á quân
- 3rd – Hạng 3
- 4th – Hạng 4
- QF = Tứ kết
- R16 = Vòng 16 đội
- GS = Vòng bảng
- Q = Đã vượt qua vòng loại
- •  – Không vượt qua vòng loại
- ×  – Không tham dự / Rút lui / Bị cấm
- – Chủ nhà

| World Cup          | 2008 | 2010 | 2012 | 2014 | 2016 | 2018 | 2022 | 2024 | 2025 | Tổng cộng |
| ------------------ | ---- | ---- | ---- | ---- | ---- | ---- | ---- | ---- | ---- | --------- |
| Canada             | QF   | GS   | QF   | QF   | GS   | 4th  | GS   | •    | Q    | 8         |
| Costa Rica         | GS   | •    | •    | GS   | •    | •    | •    | •    | Q    | 3         |
| Cộng hòa Dominica  | ×    | •    | •    | •    | •    | •    | •    | GS   | •    | 1         |
| México             | •    | GS   | GS   | QF   | QF   | 2nd  | GS   | GS   | Q    | 8         |
| Trinidad và Tobago | •    | GS   | •    | •    | •    | •    | •    | •    | •    | 1         |
| Hoa Kỳ             | 2nd  | •    | GS   | •    | GS   | GS   | QF   | 3rd  | Q    | 7         |
| Tổng cộng          | 3    | 3    | 3    | 3    | 3    | 3    | 3    | 3    | 4    |           |